# Maurício Borges
Maurício Borges Almeida Silva (Maceió, 4 de fevereiro de 1989) é um voleibolista indoor brasileiro, atuante na posição de  Ponteiro, com marca de 335 cm de alcance no ataque e 310 cm no bloqueio e desde  as categorias de base da Seleção Brasileira acumula resultados expressivos para o país: medalhista de ouro no Campeonato Sul-Americano Infanto-juvenil em 2006 na Argentina, nesta mesma categoria participou do Campeonato Mundial de 2007 no México; medalhista de prata no Campeonato Sul-Americano Juvenil de 2008 no Brasil e na mesma categoria conquistou o ouro no Campeonato Mundial Juvenil de 2009 na Índia.Pela Seleção Brasileira de Novos alcançou  título da Copa Pan-Americana de 2013 no México e pela seleção principal foi medalhista de ouro nos Jogos Pan-Americanos de 2011 no México e nesta mesma competição obteve a prata em 2015 no Canadá e participou da Liga Mundial de 2010 conquistando o ouro e de 2012 e obteve a prata na edição desta competição em 2013, e neste mesmo ano sagrou-se Campeão da Copa dos Campões  no Japão.Em clubes foi ouro no Campeonato Sul-Americano de Clubes no Chile em 2012 e no mesmo ano prata no Campeonato Mundial de Clubes no Qatar e bronze na edição realizada no Brasil em 2014.Pela Seleção Principal conquistou a prata ma edição da Liga Mundial de 2014.

## Carreira
Maurício inicia sua trajetória no vôlei  no Colégio Marista Maceió, quando participou da Olimpíada Marista Brasil Norte, conquistando o bicampeonato nesta nos anos de 2001 e 2004. Inspirado em sua mãe Marilda Borges, ex-voleibolista com destaque no vôlei alagoano e da  Seleção Brasileira, e do seu irmão Everton.Foi convocado para representar a  Seleção Alagoana em nove edições do Campeonato Brasileiro de Seleções, período de 2000 a 2005 onde jogou pelo CRB , sendo o bronze obtido em 2004 nesta competição obtido na categoria infanto-juvenil, realizada em Maceió no ano de 2004.
Encontrou por acaso um dos grandes ídolos do Telemig/Minas, o Pelé do Vôlei, este o aconselhou fazer um teste e foi aprovado em 2005 e neste ano já conquistou os títulos do Campeonato Mineiro tanto na categoria infanto-juvenil e juvenil, obtendo o bicampeonato nestas categorias no ano de 2006 e neste ano foi campeão também na categoria adulta e da Copa Flanders.Representou a Seleção Mineira, categoria juvenil, na conquista do bronze no Campeonato Brasileiro de Seleções de 2006, sediado em  Brasília-DF.
No ano de 2006 foi convocado para Seleção Brasileira para representá-la na categoria infanto-juvenil, quando disputou o Campeonato Sul-Americano realizado em Rosário-Argentina e conquistou o título desta edição; ainda nesta categoria disputou o Torneio Region de Lazio além do título, foi eleito o Melhor Jogador da competição. Retornou ao clube mineiro e conquistou o título da Superliga Brasileira A 2006-07.
Em 2007 retornou a Seleção Brasileira, categoria infanto-juvenil, para disputar o Campeonato Mundial sediado nas cidades mexicanas de Mexicali e Tijuana e encerrou na sétima posição. Atuando pelo Telemig Celular/Minas em 2007 conquistou o tricampeonato mineiro na categoria juvenil e o bicampeonato na adulta, além do vice-campeonato da Copa Brasil e representando o Esporte Clube Pinheiros  conquistou o vice-campeonato no Campeonato Paulista de 2007 , também foi campeão mineiro em 2007 e conquistou o vice-campeonato da Superliga Brasileira A 2007-08 e aos 19 anos foi eleito a Revelação desta edição.
Maurício esteve na Seleção Brasileira em 2008, representando-a na categoria juvenil, disputou o Campeonato Sul-Americano sediado em Poços de Caldas-Brasil e encerrou com a medalha de prata, mas individualmente destacou-se sendo eleito como atleta com melhor recepção de toda competição.Com a mudança de patrocinador seu clube utilizou o nome-fantasia: Vivo/Minas, disputou por este as competições da temporada 2008-09, sendo vice-campeão mineiro em 2008 e novamente representando o Pinheiros  disputou o Campeonato Paulista de 2008 e também encerrou com vice-campeonato, e na Superliga Brasileira A desta jornada a exemplo da edição anterior encerrou com vice-campeonato , individualmente foi o oitavo Maior Pontuador.
Em 2009 disputou o Campeonato Mundial Juvenil pela Seleção Brasileira, este realizado em Pune-Índia e conquistou a medalha de ouro, vestindo a camisa#5 por fundamento se destacou como  o quadragésimo sétimo entre os maiores bloqueadores,  também foi o trigésimo sexto com melhor saque décimo quinto atleta entre os melhores do fundamento de levantamento além do quinto Maior  Pontuador, o segundo entre os melhores atacantes, dono da décima melhor defesa e o terceiro melhor passador da edição, sendo eleito o Melhor Jogador da competição.
Permaneceu no Vivo/Minas na temporada 2009-10 foi novamente vice-campeão mineiro e na Superliga Correspondente terminou na sétima posição. Em 2010 foi convocado para seleção principal e disputou alguns  jogos da campanha da medalha de ouro na Liga Mundial de 2010, cuja fase final foi disputada em Córdoba-Argentina também neste ano recebeu convocação para Seleção de Novos e para preparação para o Campeonato Mundial.Na temporada 2010-11 deixa o clube mineiro e  defende o Pinheiros/Sky conquistando o  bronze do Campeonato Paulista de 2010 e alcançando o sexto lugar na Superliga Brasileira A referente a 2010-11.Maurício representou a Seleção Brasileira nos Jogos Pan-Americanos de 2011 em Guadalajara-México.
Após a última temporada assinou contrato com o Sada Cruzeiro  para atuar nas competições de 2011-12, conquistando o título mineiro e do Torneio Internacional de  UC Irvine em 2011 e conquista o título também da Superliga Brasileira A correspondente a jornada.Voltou a servir a seleção principal na Liga Mundial de 2012 mas o Brasil não  conseguiu nenhuma medalha , encerrando na sexta colocação, cuja fase final foi em Sófia- Bulgária.Permaneceu no Sada/Cruzeiro para temporada 2012-13, conquistando de forma consecutiva o bicampeonato mineiro em 2012, disputou por este clube o Campeonato Sul-Americano de Clubes em Linares (Chile) obtendo a medalha de ouro e qualificação para o Campeonato Mundial de Clubes realizado em Doha-Qatar no qual foi medalhista de prata e figurou entre os melhores por fundamento da edição:décimo nono entre os maiores pontuadores, décimo quarto maior bloqueador, décimo sexto colocado como melhor saque e o décimo melhor defendor da edição e chegou a mais uma final da Superliga Brasileira A 2012-14 na qual encerrou com o vice-campeonato.
No ano de 2013 foi convocado para Seleção Brasileira de Novos e disputou a Copa Pan-Americana sediada na Cidade do México, no México e conquistou a medalha de ouro da edição, vestiu a camisa#5 e capitão do grupo, registrando  36 pontos em quatro jogos e no mesmo ano serviu a seleção principal quando disputou a Liga Mundial  cuja fase final foi em Mar del Plata-Argentina, e n esta conquistou a medalha de prata e no final deste ano disputou  e conquistou o ouro na edição da Copa dos Campeões  no Japão.Na temporada 2013-14 novamente assina contrato com o Vivo/Minas conquistando o vice-campeonato mineiro e avança as semifinais da Superliga Brasileira A referente a este período, encerrando na quarta colocação.
Esteve pelo Vivo/Minas na disputa do Campeonato Sul-Americano de Clubes de 2014, sediado em Belo Horizonte, ocasião que finalizou com a medalha de bronze.Foi convocado pelo técnico Bernardinho para seleção principal para disputar a Liga Mundial de 2014, cuja fase final deu-se em Florença-Itália , vestiu a camisa#13 e conquistou pela seleção a medalha de prata.
Ainda em 2014 foi contratado pelo clube russo: Fakel Novy Urengoy, mas o clube passou por dificuldades e liberou todos os atletas estrangeiros e Maurício foi contratado para a temporada 2014-15 pela clube brasileiro do Sesi-SP para reforçar seu elenco na Superliga Brasileira A 2014-15, na época já em andamento.Em 2015 disputou a Copa Brasil encerrando na nona posição, mas pela Superliga correspondente alcançou o vice-campeonato da edição e figurou as estatísticas como terceiro melhor passador da edição.
Ainda em 2015 foi convocado para Seleção Brasileira e disputou a edição dos Jogos Pan-Americanos de Toronto, ocasião capitaneou no grupo que conquistou com a medalha de prata e é contratado pelo clube turco Arkas Spor Izmir para a jornada 2015-16.
Disputou a Liga dos Campeões da Europa de 2016, avançando a fase dos Playoffs 12.

## Títulos e resultados
- Copa Brasil:2007[4]
- Superliga Brasileira A:2006-07[4],2007-08[4][6], 2011-12[4]
- Superliga Brasileira A:2008-09[4], 2012-13[4], 2014-15[28]
- Superliga Brasileira A:2013-14[4]
- Copa Flanders:2006[4]
- Torneio Internacional UC Irvine:2011[4]
- Campeonato Paulista:2007[4], 2008[4]
- Campeonato Paulista:2010[4]
- Campeonato Mineiro (Adulto):2006[4], 2007[4], 2011[4], 2012[4]
- Campeonato Mineiro (Adulto):2008[4], 2013[4]
- Campeonato Mineiro Juvenil:2005[4], 2006[4], 2007[4]
- Campeonato Mineiro Infanto-juvenil:2005[4],2006[4]
- Campeonato Brasileiro de Seleções Juvenil:2008
- Campeonato Brasileiro de Seleções Juvenil:2006[8]
- Campeonato Brasileiro de Seleções (Infanto-Juvenil):2004[6]

## Premiações individuais
- MVP do  Campeonato Sul-Americano de 2017
- 3º Melhor Passador da Superliga Brasileira A  de 2014-15[4]
- MVP do Torneio Regional de Lazio de 2006[4]
- Revelação da Superliga Brasileira A  de 2007-08[4][6]
- Melhor Recepção do  Campeonato Sul-Americano Juvenil de 2008[4]
- MVP do Campeonato Mundial Juvenil de 2009[4]